# VM Motori

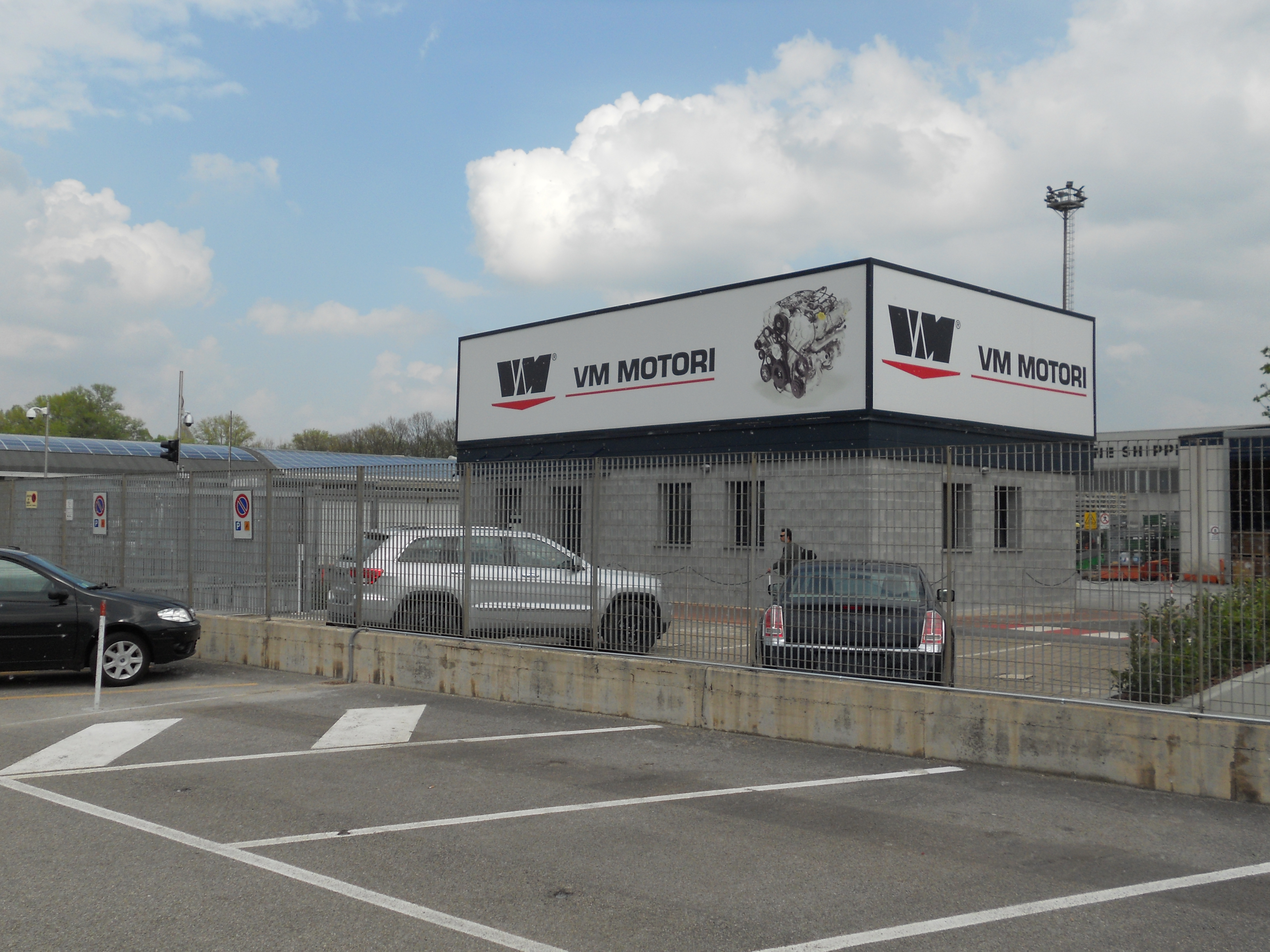
Zicht op de testlocatie van VM Motori

VM Motori S.p.A. is een Italiaanse fabrikant van dieselmotoren die eigendom is van Stellantis. Het hoofdkantoor en de belangrijkste productiefaciliteiten zijn gevestigd in Cento. Naast automotoren produceert VM Motori ook industriële en scheepsmotoren.

## Geschiedenis
VM Motori werd in 1947 opgericht door Claudio Vancini en Ugo Martelli. De bedrijfsnaam is een verwijzing naar de achternamen van de twee oprichters.
In 1971 fuseerde VM Motori met Stabilimeni Meccanici Tiestini in Triëst, waarna Finmeccanica een meerderheidsbelang nam in het gecombineerde bedrijf. Het bedrijf werd jarenlang "Finmeccanica VM" genoemd.  Bij een herstructurering in 1989 deed Finmeccanica VM Motori weer van de hand.
Detroit Diesel Corporation (DDC) kocht VM Motori in 1995 en werd op zijn beurt in 2000 opgekocht door DaimlerChrysler.
Sinds 2007 hadden Penske Corporation en General Motors elk de helft van de aandelen van VM Motori in handen. Fiat Powertrain heeft de aandelen van Penske in 2011 overgenomen. In oktober 2013 kwam VM Motori volledig in handen van Fiat.

## Producten
De dieselmotoren van VM Motori werden lange tijd gekenmerkt door het gebruik van individuele droge cilindervoeringen met een gemeenschappelijke cilinderkop of met een eigen cilinderkop per cilinder. Dit modulair ontwerp maakte een grote flexibiliteit mogelijk bij het ontwikkelen van motoren met verschillende aantallen cilinders.
In 1988 gebruikte Land Rover een 2,4 liter VM Motori dieselmotor in de Range Rover. Dit project liep onder de projectnaam "Beaver". De Rover 2400 SD Turbo, gebouwd van 1982 tot 1985, had ook een Italiaanse dieselmotor, net zoals zijn opvolger de Rover 800.
Tot de klanten van het bedrijf behoren onder meer Chrysler, Ford, LTI, General Motors, Alfa Romeo en Rover. Zo was bijvoorbeeld de Jeep Wrangler JK vanaf 2007 verkrijgbaar met een 2,8 liter VM dieselmotor. Ook de exemplaren van de Chrysler Voyager die specifiek voor de Europese markt gebouwd werden waren beschikbaar met een VM-motor.
De Jeep Grand Cherokee ruilde in 2011 zijn Mercedes-dieselmotor in voor een 3,0 liter V6-dieselmotor van VM Motori. Voor de Maserati Ghibli III die in 2013 op de markt kwam leverde VM Motori een high-performance versie van deze 3,0 liter V6-dieselmotor met 275 pk en een koppel van 600 Nm. De derde generatie (Eco) van dit motorblok wordt gebruikt in de Ram 1500.